# Hieronymus Lotter

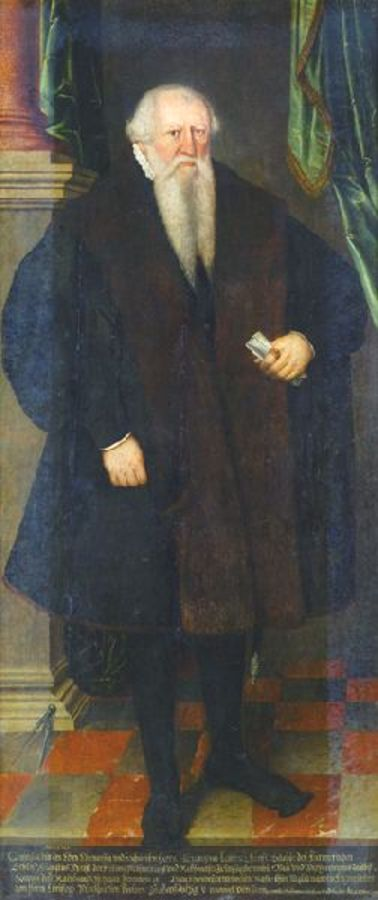
Hieronymus Lotter in der Tracht eines Leipziger Ratsherrn (Ölgemälde auf Holz in Lebensgröße, 1569, im Besitz der Stadt Pegau)

Hieronymus Lotter (* um 1497 in Nürnberg; † 22. Juli 1580 in Geyer/Erzgebirge) war Kaufmann und mehrmals Bürgermeister von Leipzig, Bauleiter wichtiger landesherrlicher Bauprojekte im Kurfürstentum Sachsen, in Leipzig treibende Kraft für umfangreiche Baumaßnahmen des Rates. Lotter war als Baumeister von Herzog Moritz von Sachsen unter der Leitung des Oberzeugmeisters und Baumeisters Caspar Vogt von Wierandt († 1560) tätig. Er galt nach der älteren Forschung als bedeutender Architekt der Renaissance; heute wird seine Rolle differenzierter gesehen und vor allem seine organisatorische Funktion betont.

## Leben und Wirken
Er war als Bürgermeister vermutlich eine der treibenden Kräfte für den Umbau des Alten Rathauses in Leipzig (1556–57) zu einem der bedeutendsten Bauten der deutschen Renaissance, sowie weiterer städtischer Bauten, etwa der Alten Waage (1555) und des Rathauses in Pegau (ab 1559). Daneben stand er in landesherrlichen Diensten als Bauleiter (Baumeister) an der Leipziger Stadtbefestigung (ab 1551), wovon einzig die Moritzbastei bis heute erhalten ist und für die Leipziger Pleißenburg, dessen erhaltener Turm heute eher unscheinbar als Turmstumpf für den Turm des Neuen Rathauses dient. Und er war erster Oberbaumeister des Schlosses Augustusburg bei Chemnitz (1568 bis Januar 1572).
Bauentwurf und Ausführung der im Zusammenhang mit Lotter entstandenen Bauten lassen sich verschiedenen bedeutenden Architekten und Werkmeistern zuordnen; so der Entwurf der Leipziger Stadtbefestigung dem kursächsischen Zeugmeister und Festungsingenieur Caspar Vogt von Wierandt und Details dem Steinmetzmeister Paul Speck. Das ursprüngliche Entwurfsmodell der Augustusburg war Lotter aus Dresden zugesandt worden, das er durch eigene Ideen veränderte. Auf der Augustusburg trat auch Erhard van der Meer mit Entwürfen für die Schlosskapelle hervor.
Nachdem Lotter in jungen Jahren die Gunst des Kurfürsten Moritz von Sachsen besessen und erheblichen Wohlstand als Kaufherr erworben hatte (Bergbau, Geldleihe, Handel), verstarb er in Ungnade und in deutlich einfacheren Verhältnissen. Zunächst hatte er auch die Gunst von Moritz’ Nachfolger August I. besessen. Dennoch führten Fehlspekulationen zu seinem wirtschaftlichen Ruin und schließlich zu seiner Entlassung.

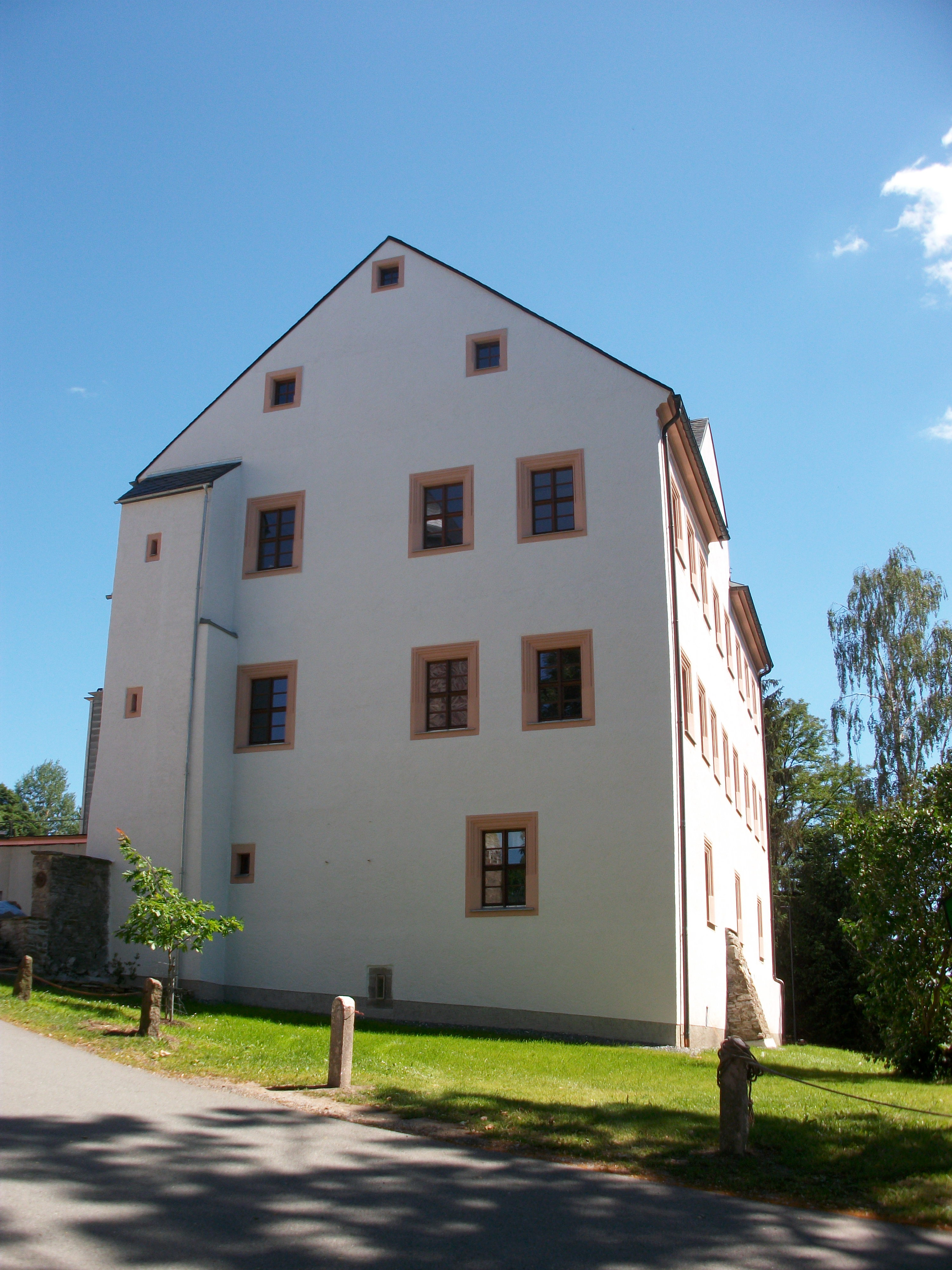
Lotterhof in Geyer (2018)

Sein Sterbehaus in Geyer (Lotterhof, 1566) erlebte verschiedene Besitzerwechsel und diente seit dem 19. Jahrhundert als Fabrik, in der Waschbretter und Kleinmöbel hergestellt wurden. Beachtenswert an dem denkmalgeschützten Bau ist vor allem eine farbig gefasste Holzkassettendecke aus dem 17. Jahrhundert. Das seit 1990 leerstehende Gebäude erhielt nach 1990 ein neues Dach, drohte aber ansonsten zu verfallen. Ein örtlicher Verein kümmert sich um die Restaurierung und hat in den Gewölberäumen eine Begegnungsstätte eingerichtet. 2020 hat der Verein die äußere Sanierung des denkmalgeschützten Gebäudes abgeschlossen.

## Posthume Ehrungen

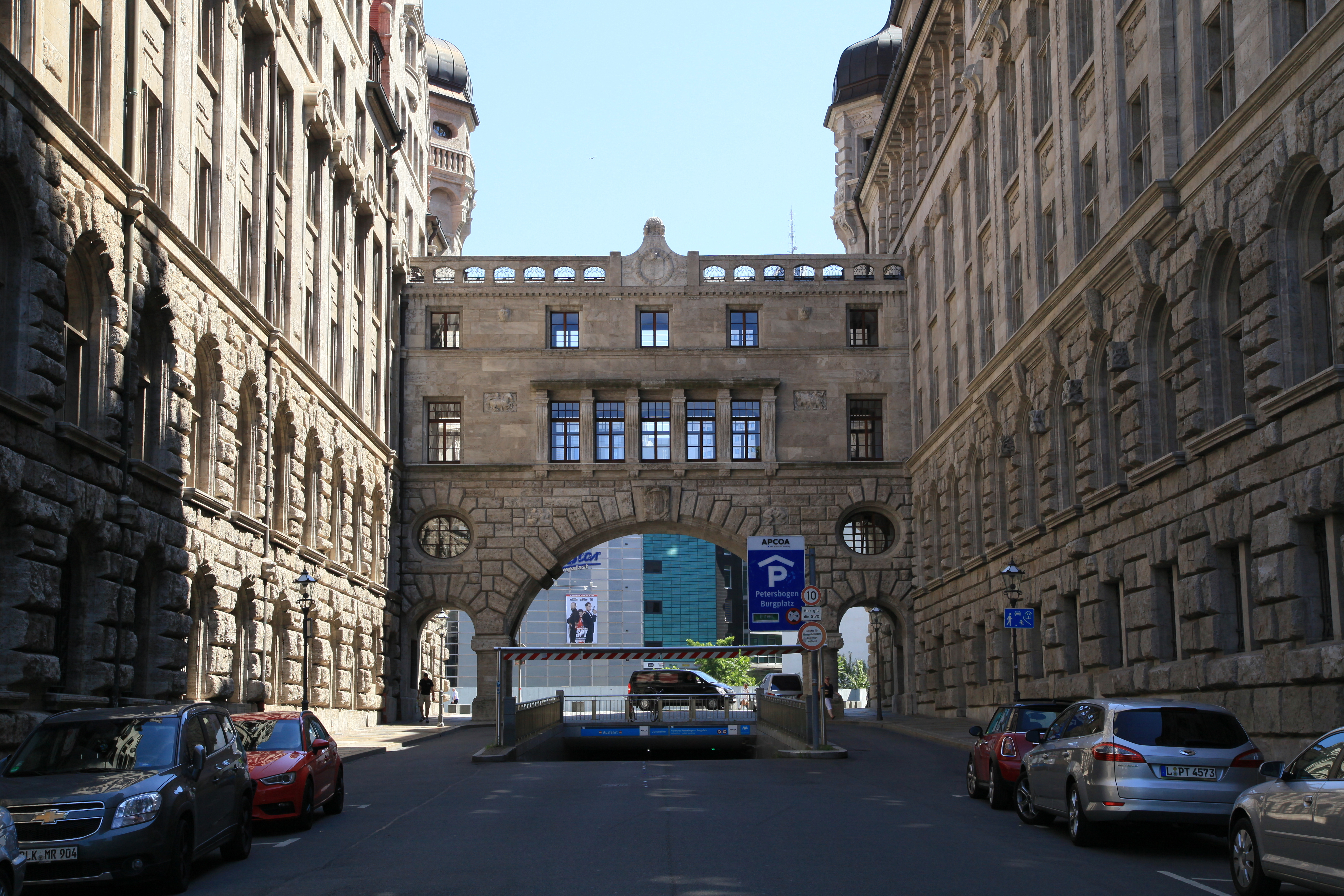
Die Lotterstraße in Leipzig

Die Fördergesellschaft des Stadtgeschichtlichen Museums Leipzigs, Hieronymus-Lotter-Gesellschaft, hat sich nach dem Erbauer des Alten Rathauses benannt, weil dort seit 1909 das Museum seinen Hauptsitz hat.
Mit dem Hieronymus-Lotter-Preis für Denkmalschutz ist eine Auszeichnung nach Hieronymus Lotter benannt, die die Kulturstiftung Leipzig für die vorbildliche Instandsetzung beziehungsweise Restaurierung von Kulturdenkmalen in der Stadt Leipzig vergibt.
In Leipzig und Augustusburg sind Straßen nach Hieronymus Lotter benannt. Die Lotterstraße in Leipzig trägt diesen Namen seit 1898 und befindet sich zwischen Neuem Rathaus und Stadthaus. Die ursprüngliche Pleißenburg, die sich früher am Standort des Neuen Rathauses befand, wurde nach ihrer weitgehenden Zerstörung im Schmalkaldischen Krieg abgetragen und 1549 von Hieronymus Lotter als Festung neu errichtet, wobei der Turm im Wesentlichen bis heute noch erhalten ist.

### Quelle
- Hieronymus Lotter, Abschrift der Urkunde in der Turmhaube des Alten Rathauses (1573), in: Axel Frey / Bernd Weinkauf (Hrsg.), Leipzig als ein Pleißathen. Eine geistesgeschichtliche Ortsbestimmung, Reclam Verlag, Leipzig 1995, ISBN 3-379-01526-1, S. 255f. Unter der Überschrift: Lotters Bauten (1573).

### Wissenschaftliche Literatur
- Eintrag Hieronymus Lotter in: Wolfgang Hocquél: Architekturführer Leipzig. Von der Romanik bis zur Gegenwart. Passage Verlag, Leipzig 2023, ISBN 978-3-95415-128-8, S. 350–353.
- Wolfram Günther: Hieronymus Lotter – bedeutender Architekt der deutschen Renaissance oder Mythos der Kunstgeschichte? Hieronymus Lotter und der Bau des Alten Leipziger Rathauses. Books on Demand, Norderstedt 2009, ISBN 978-3-8370-8012-4.
- Wolfram Günther: Hieronymus Lotter. In: Arnold Bartetzky (Hrsg.): Die Baumeister der „deutschen Renaissance“. Ein Mythos der Kunstgeschichte? Sax-Verlag, Beucha 2004, ISBN 3-934544-52-5, S. 73–110.
- Rudolf Skoda: Hieronymus Lotter. "Es hat mich Kurfürst Moritz zu einem Baumeister allhier gemacht", in: Vera Hauschild (Hrsg.), Die großen Leipziger, Insel Verlag Frankfurt am Main / Leipzig 1996, ISBN 3-458-16780-3, S. 35–46.
- Lutz Unbehaun: Hieronymus Lotter. Kurfürstlich-sächsischer Baumeister und Bürgermeister zu Leipzig. Seemann, Leipzig 1989, ISBN 3-363-00416-8.
- Lutz Unbehaun: Lotter, Hieronymus. In: Neue Deutsche Biographie (NDB). Band 15, Duncker & Humblot, Berlin 1987, ISBN 3-428-00196-6, S. 245 f. (Digitalisat).

### Belletristik
- Johannes Arnold: Hieronymus Lotter. Historischer Roman, Halle/Leipzig 1979.